# Organizzazione nera
L'Organizzazione nera (黒の組織?, Kuro no soshiki), conosciuta anche con il semplice nome Organizzazione, è un'organizzazione criminale immaginaria e il principale antagonista della serie manga e anime Detective Conan, creata da Gōshō Aoyama.
Il protagonista Conan Edogawa si scontra con numerosi criminali di piccolo calibro nel corso dei casi della serie, ma in alcuni di essi è presente l'organizzazione o si ottengono indizi su di essa. Conan si è trasferito a casa del detective Kogoro Mori, facendo credere che sia lui a risolvere i casi, proprio per cercare informazioni sul suo nemico mortale.

## Generalità
Si tratta di un gruppo che colpisce nell'ombra e si dedica a vari crimini, tra cui il contrabbando, il ricatto, la rapina a mano armata, l'assassinio su commissione e quello di persone a loro scomode. Tutti i suoi membri vestono rigorosamente abiti di colore nero (da cui il nome dell'organizzazione) e il nome in codice di ciascun membro riprende quello di un famoso liquore o alcolico: per gli uomini liquori puri e per le donne vini o cocktail a base di vino. "Organizzazione nera" non è il vero nome dell'organizzazione, ma soltanto un nome dato da Conan: infatti, non è mai pronunciato da membri dell'organizzazione, mentre Ai Haibara si riferisce una volta a loro come "quelli che tu [Conan] chiami gli uomini in nero".
Il loro modo di agire consiste nell'eliminare senza pietà chiunque rimanga coinvolto nelle loro attività e potrebbe rivelare l'esistenza dell'organizzazione criminale. Inoltre, di solito bruciano i luoghi dei crimini in modo da non lasciare tracce. Sono alla ricerca di Sherry (Shiho Miyano/Ai Haibara), la donna che li ha traditi, per eliminare lei e tutti quelli con cui ha avuto a che fare.
L'organizzazione agisce in campo internazionale. L'FBI, capitanata nella serie da James Black, Shuichi Akai, Jodie Starling e Andre Camel, è alla caccia del gruppo e agisce anche in Giappone all'insaputa della polizia giapponese, che non conosce l'esistenza dell'organizzazione. Sulle sue tracce sono anche la CIA, rappresentata nella serie da Rena Mizunashi e dal suo defunto padre Ethan Honda e la pubblica sicurezza giapponese, rappresentata da Rei Furuya "Tooru Amuro" e dal defunto Scotch.
Il vero scopo dell'organizzazione è ancora sconosciuto. Riferendosi a Conan, Ai pensa che lui sia "dentro fino al collo" al "progetto che l'organizzazione porta avanti in gran segreto da più di mezzo secolo".
Per motivi ancora sconosciuti l'organizzazione assume scienziati e programmatori di computer, finanziando in cambio le loro ricerche. Cercano di ottenere da un produttore di videogiochi la lista dei più validi programmatori di computer del mondo, che lui sottrae alla sua ditta in cambio di molto denaro.
Un'altra attività dell'organizzazione è la ricerca scientifica su farmaci. I coniugi Miyano e poi la loro figlia Shiho lavoravano all'APTX4869, veleno con lo scopo di uccidere. L'effetto di far tornare bambini mostrato in alcuni casi dal veleno stesso è apparentemente inaspettato, ma dalle parole di Pisco, amico dei coniugi Miyano che l'avevano informato, si scopre che questo effetto era già conosciuto al tempo delle loro ricerche, e che lui considera un perfezionamento l'effetto sulla stessa Shiho. Suguru Itakura, un ingegnere informatico che lavorava a un programma a cui era interessata l'organizzazione e subiva intimidazioni per fare in modo che lavorasse per loro, afferma nel suo diario elettronico che non può farlo "per il bene dell'umanità" e che ha telefonato a una donna (nell'anime è chiaro che sia Vermouth, cosa confermata anche nel manga da Yukiko Fujimine quando rivela che Itakura conosceva già Vermouth), la quale, alla domanda "Chi vi credete di essere?", ha risposto in inglese:
Tuttavia Ai scherza sull'idea che il suo oggetto di studio potesse essere una medicina che riporta in vita i morti e afferma che non era nulla del genere, bensì "una cosa che, per la maggior parte della gente, non vale niente". Viene menzionato anche un altro nome riferito a un farmaco, Silver Bullet, "Proiettile d'argento", nel messaggio di Elena Miyano alla figlia Shiho, in cui afferma di doversi separare da lei e dall'altra figlia, Akemi, per poter completare un farmaco terrificante con questo nome. Anche Shiho afferma che non avrebbe mai dovuto creare il "Silver Bullet". Si tratta dello stesso nome che usano il boss e Vermouth per riferirsi a colui che può essere in grado di sconfiggere l'organizzazione: Shuichi Akai secondo il boss, Conan secondo Vermouth. La stessa Vermouth conosce gli effetti dell'APTX4869 e l'identità di Conan e Ai, ma per qualche motivo non lo rivela agli altri membri dell'organizzazione.
Un mistero ancora irrisolto riguardo all'organizzazione è il fatto che Vermouth non invecchi, dimostrando sempre ventinove anni. Un'altra questione lasciata in sospeso è il ritrovamento del nome di Shiho Miyano da parte di Conan in un registro delle persone che hanno comprato biglietti di una lotteria sulla fittizia isola di Bikuni, nella prefettura di Fukui, con in palio degli amuleti che, secondo una leggenda, donavano l'eterna giovinezza.
Nei file 9-10 del volume 26 di Detective Conan Special Cases, l'organizzazione gestisce una società chiamata UCAR Inc. (ユーカル社?, Yūkaru-sha), attraverso la quale cerca di corrompere con ingenti somme di denaro un governo monarchico africano.

## Membri attuali

### Boss
Il Boss (ボス?, Bosu), vero nome Renya Karasuma (烏丸蓮耶?, Karasuma Renya), è il capo dell'organizzazione. Il 13 dicembre 2017, Aoyama ha rivelato l'identità del boss: un avido e misterioso miliardario introdotto nei file da 4 a 7 del volume 30 (episodio 219 dell'anime, 235-238 secondo la numerazione italiana), che dovrebbe essere morto molti anni prima.
I personaggi si riferiscono a lui con diversi nomi: Conan, Agasa, Vermouth, Bourbon e l'FBI con "Boss" (ボス?, Bosu) ("capo"); Rum, Gin, Vodka, Pisco, Kir, Chianti e Irish con "Quella persona" (あの方?, Anokata), un pronome giapponese di terza persona di genere neutro estremamente rispettoso. Al telefono con Gin, Vermouth cambia "Boss" in "Anokata". Akai lo chiama via radio il "Target", ed Ethan Hondo con il figlio Eisuke "Il suo superiore presso la ditta".
Responsabile della promozione dei membri, dirige le attività e i piani criminali per proteggere e promuovere i maggiori interessi dell'organizzazione. Gin, che gode della sua piena fiducia, afferma che è un tipo diffidente e studia misure precauzionali di poco conto che Vermouth deve eseguire per prudenza. È spietato, disposto a far uccidere persino un membro di alto grado per un solo errore che possa mettere a repentaglio l'organizzazione. Gli uomini al suo servizio sanno che ha una particolare predilezione per Vermouth, che gode di grande fiducia da parte sua, pur non essendo noto il motivo.
Comunica con i suoi subalterni solo tramite e-mail inviate con il cellulare. L'indirizzo di posta elettronica registrato sul suo cellulare è #969#6261 e riprende la famosa canzone per bambini Nanatsu no ko. Quando lo scopre, Conan vuole spiegare la situazione alla polizia e fargli scoprire tramite la compagnia telefonica a chi appartiene, per poi contattarlo e fare irruzione con tutta la polizia nel suo covo, ma Ai, che ha sempre saputo di chi si tratta, lo mette in guardia che è troppo pericoloso, affermando che l'indirizzo di posta elettronica è come il vaso di Pandora ed è meglio non aprirlo. Conan decide di lasciare stare come dice Ai e di aspettare che arrivi l'occasione per contattarlo.
La persona che teme di più è Shuichi Akai, l'asso nella manica dell'FBI, che potrebbe diventare l'unica arma in grado di eliminarli in un colpo solo. Gin non sa il motivo per cui lo teme.
Yusaku Kudo e Shuichi Akai hanno dedotto che il messaggio morente lasciato dal giocatore di shōgi Kohji Haneda diciassette anni prima potrebbe essere riorganizzato per formulare il nome "Carasuma", indicando che il boss sia coinvolto nell'omicidio e non solo il suo vice, Rum. Questo caso rivela l'identità di Renya Karasuma come capo dell'organizzazione. È rivelato che Karasuma ha fondato anche un'azienda chiamata Gruppo Karasuma (烏丸グループ?, Karasuma Gurūpu), che in passato ha sponsorizzato le ricerche dei Miyano, assumendo Atsushi ed Elena come ricercatori.
L'aspetto di Renya Karasuma è mostrato solo come sagoma, che lo rappresenta come un uomo corpulento con un lungo naso, unghie che sembrano artigli e un raccapricciante corvo sulla sua spalla sinistra, animale che è anche il suo logo nella sua ex villa. Quando non conosceva ancora la sua identità e aspetto fisico, Conan lo immaginava come un'ombra nera.

### Rum
Doppiato in giapponese da Shigeru Chiba.
Rum (ラム?, Ramu), il cui vero nome è ancora sconosciuto, è il braccio destro del boss e quindi il vice capo dell'organizzazione. Attualmente si è travestito da Kanenori Wakita (脇田 兼則?, Wakita Kanenori), di 56 anni, il nuovo chef cuoco di sushi al Beika Iroha Sushi. Anche se lo riconoscono, modifica il tono della voce con un apparecchio quando comunica con i suoi subordinati. Appare sulla copertina del volume 97.
La descrizione del suo aspetto varia molto, ma sono tutte delle controfigure diffuse da lui stesso per proteggersi: qualcuno lo rappresenta come un omone robusto, altri affermano che sia un uomo un po' effeminato, oppure un anziano. L'unica cosa vera è che rimase ferito in un incidente e ha l'occhio sinistro artificiale, coperto da un cerotto come Wakita. È interessato a Conan e ha ordinato a Bourbon di cercargli informazioni su Shinichi Kudo. Estremamente impaziente, ha un acuto spirito d'osservazione. Curaçao era il suo agente braccio destro.
Due anni prima, quando Shuichi Akai da infiltrato doveva incontrare Gin in un magazzino in disuso nel porto per un test di fedeltà, e alcuni agenti dell'FBI si appostarono per catturarlo, travestito da vecchio calvo, Rum arrivò indisturbato e si sedette. Akai lo ignorò, ma il suo amico e collega Andre Camel, senza sapere che era dell'organizzazione per l'incontro con Rye, uscì allo scoperto e gli disse che stare lì era pericoloso, facendo sì che l'FBI venisse scoperta e che la copertura di Akai saltasse.

### Chianti
Doppiata in giapponese da Kikuko Inoue, e in italiano da Loretta Di Pisa (ep. 459-547 e film 13), Beatrice Caggiula (ep. 630-632 ed Episode One).
Chianti (キャンティ?, Kyanti) è una donna cecchino di prima classe che lavora per Gin e un'ottima pilota d'auto. Compare per la prima volta nel file 10 del volume 48 (episodio speciale 425 dell'anime, 460 secondo la numerazione italiana). Appare sulla copertina del volume 67.
Spietata assassina, le piace uccidere ed è anche molto impaziente. Usa sempre un linguaggio duro e scortese, e le sue battute sono sempre un po' spinte. Molto abile con i fucili, Ai spiega a Conan che lei e il suo partner Korn hanno una buona fama nell'organizzazione come killer. Non è però abbastanza forte per uno scontro con Akai, poiché la sua portata massima è di 600 metri, mentre lui è in grado di sparare con precisione anche da 700 metri. Proprio come Gin e Vodka, la si vede solitamente in missione insieme a Korn, ma non hanno una relazione. Si lamenta che Vermouth si sia portata dietro Calvados di sua iniziativa, facendolo ammazzare. Non prende bene il fatto che a volte Vermouth la schernisca. Vermouth e Chianti sono quindi nemiche, ma è solo lei a covare un profondo odio. Confida a Korn che l'avrebbe già ammazzata se non fosse la preferita del boss, quindi teme sfidare la sua collera. Nei confronti di Gin si comporta come sua sottoposta, agli stessi livelli di Korn e Vodka, anche se il secondo riprende i due cecchini per la loro impazienza durante le missioni, eseguendo i suoi ordini sia durante il caso di Kir alla sua prima comparsa, sia durante quello del suo recupero ai danni dell'FBI. Lei e Kir sono molto amiche, ma mostra un po' d'invidia nei suoi confronti per il modo in cui si è fatta notare dal boss per entrare nell'organizzazione quattro anni prima. Veste solitamente in abiti di pelle nera con un collare. Sotto la palpebra sinistra ha uno strano tatuaggio, che rappresenta le ali di una farfalla a coda di rondine. La sua auto è una Dodge Viper GTS blu con due strisce bianche. Porta sempre il suo fucile preferito, un semiautomatico PSG-1 da cecchino, proiettili calibro 7,62. Nel tredicesimo film usa anche un gas lacrimogeno, e nel ventesimo delle apparecchiature a raggi infrarossi per trovare la vittima.
Appare per la prima volta quando viene pianificato l'omicidio del politico Yasuteru Domon, anche se a causa dell'intervento di Conan e Jodie il piano non ha esito positivo. La si vede poi quando Gin discute il piano di riserva con Kir. Anche se deve partecipare ai due attentati contro Domon e Kogoro, attendendo di volta in volta l'ordine di Gin per sparare, non ha mai l'opportunità di farlo fino all'apparizione di Akai, che la porta a lamentarsi di doversi muovere per niente.

### Korn
Doppiato in giapponese da Hiroyuki Kinoshita, e in italiano da Gianluca Iacono (ep. 459-547 e film 13), Luca Bottale (ep. 631).
Korn (コルン?, Korun) è il partner di Chianti e un abilissimo assassino come cecchino. Compare per la prima volta nel file 10 del volume 48 (episodio speciale 425 dell'anime, 460 secondo la numerazione italiana). Nella versione italiana dell'anime, il nome diventa Kolun fino a prima dell'episodio 498 (546 secondo la numerazione italiana), in cui viene pronunciato per la prima volta "Korn".
Indossa occhiali spessi e un cappello. Pur essendo meno impaziente di Chianti, gli piace uccidere e rimane deluso quando non ottiene l'opportunità di farlo. Come la maggior parte dei membri dell'organizzazione, ha una personalità fredda e asociale, molto taciturno e isolato. Lo si vede sempre accigliato e non ha il senso dell'umorismo. Anche il suo modo di parlare è insolito: nonostante sia abbastanza taciturno, le volte in cui parla usa un lessico e una grammatica insoliti, con frasi brevi e molte pause. Lui e Chianti vanno abbastanza d'accordo, ma non hanno una relazione. Come Chianti, nutre un profondo odio per Vermouth a causa della morte di Calvados, ricordando di come approfittò del fatto che quest'ultimo si fosse innamorato di lei per condurlo nella missione in cui sarebbe morto, e vorrebbe ucciderla. Nei confronti di Gin, si comporta come suo sottoposto, agli stessi livelli di Chianti e Vodka, anche se il secondo riprende i due cecchini per la loro impazienza durante le missioni, eseguendo i suoi ordini sia durante il caso di Kir alla sua prima comparsa, sia durante quello del suo recupero ai danni dell'FBI. Si sposta sempre con la macchina di Chianti come passeggero e la loro gamma di fuoco massima è di 600 metri. Porta sempre un fucile da cecchino M24 Sniper Weapon System, proiettili calibro 7,62. Akai è comunque più bravo di entrambi.
Appare per la prima volta quando viene pianificato l'omicidio del politico Yasuteru Domon, anche se a causa dell'intervento di Conan e Jodie il piano non ha esito positivo. Lo si vede poi quando Gin discute il piano di riserva con Kir. Anche se deve partecipare ai due attentati contro Domon e Kogoro, attendendo di volta in volta l'ordine di Gin per sparare, non ha mai l'opportunità di farlo. In seguito, lo si vede in macchina con Chianti, sicuro che Kir sia morta. Quando Gin tende una trappola al sosia di Akai per verificare se sia davvero lui, lo si vede solo parlare al cellulare con Vodka per riferirgli la situazione all'ingresso sotterraneo dei grandi magazzini dove è appostato.

## Membri attuali sotto copertura

### Kir
Doppiata in giapponese da Kotono Mitsuishi, e in italiano da Jolanda Granato.
Kir (キール?, Kīru,, pronunciato Kyle nella versione italiana dell'anime fino a prima dell'episodio 498, 576 secondo la numerazione italiana) (27 anni) è un membro che agisce sotto l'identità della giornalista Rena Mizunashi (水無 怜奈?, Mizunashi Rena,, nella versione italiana dell'anime il nome viene invece pronunciato Reina e anche scritto così nel titolo dell'episodio 500, 548 secondo la numerazione italiana). Appare per la prima volta nel volume 48 (file 9; episodio 425 dell'anime, corrispondente al 459 della numerazione italiana). Grazie a una ricetrasmittente piazzata per sbaglio da Conan sotto la sua scarpa, rivela le informazioni riguardanti un tentativo di assassinio di un politico, che grazie a ciò non viene ucciso. Viene catturata poco dopo dall'FBI durante un inseguimento, anche se rimane ferita e cade in coma. Al suo risveglio in ospedale, si viene a sapere che è la figlia primogenita di Ethan Hondo e che sia lei che il suo defunto padre fanno parte della CIA. Si viene inoltre a sapere che il suo vero nome è Hidemi Hondo (本堂 瑛海?, Hondō Hidemi) ed è quindi la sorella maggiore scomparsa di Eisuke Hondo. Dopo il suo risveglio in ospedale, si decide di riportarla nell'organizzazione come spia sia della CIA che dell'FBI, anche se sia Gin che il capo non si fidano del suo ritorno e le ordinano di uccidere Shuichi Akai, incarico che lei porta a termine. Ma Conan temeva una reazione del genere, quindi ha istruito lei e Akai per inscenare una finta esecuzione. Appare sulla copertina del volume 48.

### Bourbon
Bourbon (バーボン?, Bābon) è il nome in codice di Tooru Amuro (安室 透?, Amuro Tōru). Secondo quanto riferisce Rena Mizunashi a Jodie, questo esperto membro è stato assoldato per dare la caccia a Sherry, cercando di porre fine alla sua storia. È inoltre acerrimo rivale di Shuichi Akai ed è convinto del fatto che egli sia ancora vivo, perché ritiene di essere l'unico in grado di ucciderlo. Vodka dice che il suo odio verso Akai è superiore perfino a quello di Gin. È un membro dalle acute capacità investigative e deduttive, e Gin lo definisce "un irritante testardo" dalla personalità riservata come Vermouth. La sua identità viene poi rilevata durante il caso "Mystery Train", dove si presenta a Sherry (che è in realtà Kaito Kid travestito per volere di Conan) come Tooru Amuro. Successivamente, nei file da 1 a 5 del volume 85, viene rivelato che in realtà fa parte della pubblica sicurezza giapponese e che il suo vero nome è Rei Furuya (降谷 零?, Furuya Rei). Lo stesso Akai, durante una conversazione al telefono, gli dice: Non dimenticare che noi condividiamo la stessa preda. Appare sulla copertina del volume 76.

## Membri fuggiti

### Sherry
Sherry (シェリー?, Sherī), il cui vero nome è Shiho Miyano (宮野 志保?, Miyano Shiho) (18 anni), è la scienziata che ha portato avanti il progetto dell'APTX4869 dopo la morte dei genitori Atsushi ed Elena. A causa delle troppe costrizioni impostele sin dalla nascita, decide per salvarsi la vita di assumere anche lei la sostanza sulla quale stava lavorando, rimpicciolendosi e riuscendo così a fuggire dall'organizzazione prima che venga condannata a morte per la sua ribellione, per andare a vivere a casa di Agasa sotto il falso nome di Ai Haibara (灰原 哀?, Haibara Ai).

### Kiichiro Numabuchi
Doppiato in giapponese da Naoki Tatsuta, e in italiano da Luca Bottale (ep. 125), Marco Balzarotti (ep. 311), Claudio Ridolfo (ep. 312).
Kiichiro Numabuchi (沼淵 己一郎?, Numabuchi Kiichirō) è cresciuto nella prefettura di Gunma ed è un ex serial killer dal viso irregolare rimasto coinvolto con l'organizzazione. Il suo cognome viene pronunciato erroneamente Numabuki nella versione italiana dell'anime.
Ha un nome poco comune. L'organizzazione lo ingaggia come assassino, ma la sua labilità mentale lo esenta presto dalla carriera per diventare una cavia umana all'APTX4869, sotto la supervisione di Sherry, che non ha potuto incontrarlo personalmente, pur avendole dato il suo file per lo studio medico. Durante il trasporto verso il laboratorio, riesce però a liberarsi e a fuggire. Cercando di nascondersi, uccide in preda al panico tre persone credendoli degli inseguitori in nero. Pur essendo visto come un serial killer psicopatico, appare più come una vittima spaventata, poiché può uccidere senza esitazione, ma lo fa principalmente per paura e per riconquistare la libertà. Dimostra di avere un lato più sensibile e una predilezione per i bambini, quando salva Mitsuhiko da uno sfortunato tentativo di presentare una sorpresa speciale ad Ayumi e Ai. Proprio grazie alla sua comparsa improvvisa, Ai capisce di stare perdendo la capacità di riconoscimento dei membri dell'organizzazione.
Da giovane, prima di diventare un assassino, lui e cinque compagni di scuola guida causarono la morte di Tetsuji Inaba, il loro istruttore. Vent'anni dopo, Yusuke Sakata, diventato poliziotto per indagare sulla morte del padre, lo cattura costringendolo a confessare. Poiché il caso è caduto in prescrizione cinque anni prima, decide di uccidere i colpevoli e di tenere Numabuchi per ultimo, scaricandogli la colpa. Conan ed Heiji risolvono però il caso e Numabuchi viene arrestato da Otaki. Ricompare in un altro caso dopo che ha affermato durante un interrogatorio che il corpo di una quarta vittima giace sepolto in un bosco: per questo viene scortato lì dalla polizia di Gunma. Secondo un'ipotesi di Conan in realtà non c'è alcuna vittima sepolta e l'assassino vorrebbe solo fare un'ultima visita ai suoi speciali amici d'infanzia, le lucciole che vivono nel bosco, prima che sia eseguita la sua condanna a morte. Qui incontra Mitsuhiko, che cerca di raccogliere delle lucciole per compiacere Ai e Ayumi, ma invece di fargli del male lo riporta alle squadre di ricerca e si fa arrestare senza opporre resistenza. È allora che Ai rivela a Conan e ad Agasa il passato dell'assassino nell'organizzazione.

## Membri deceduti

### Akemi Miyano
Doppiata in giapponese da Masako Katsuki (ep. 13), Sakiko Tamagawa (ep. 128+, film ed Episode One), e in italiano da Emanuela Pacotto (ep. 14), Renata Bertolas (ep. 135-139), Jolanda Granato (film 5), Loretta Di Pisa (ep. 366), Elisabetta Spinelli (ep. 539), Jasmine Laurenti (ep. 544-550), Ludovica De Caro (Episode One).
Akemi Miyano (宮野 明美?, Miyano Akemi) (24/25 anni) è la sorella maggiore di Shiho Miyano e la figlia primogenita di Atsushi ed Elena Miyano, anche lei dalla nascita obbligata a far parte dell'organizzazione. Diversamente dalla sorella, però, rimane un membro minore. Infatti, Shuichi Akai si avvicinerà a lei per riuscire a entrare nell'organizzazione e, proprio a causa di questo fatto, verrà uccisa da Gin, che la considera meno utile all'organizzazione rispetto a Shiho. Fa la sua apparizione in uno dei primi casi della serie e si presenta con il nome fittizio di Masami Hirota (広田 雅美?, Hirota Masami). Appare sulla copertina del volume 41.
Entrambi i genitori erano affiliati all'organizzazione, fatto questo che porta le due sorelle a farne parte sin dalla più tenera età. Proprio dalla descrizione della sorella minore e dai suoi ricordi, veniamo a conoscenza di molte delle sue caratteristiche: ci viene mostrata come una giovane allegra, solare e che, nonostante le difficoltà datele dall'appartenenza all'organizzazione, riesce a trascorrere una vita sicura e alla luce del sole, a differenza della sorella. Col passare del tempo, Ran diventa per Shiho un ricordo della sorella.
Tuttavia, la morte di ambedue i genitori condanna le due sorelle a una vita nell'ombra dell'illegalità. Per porre fine a tale situazione, Akemi decide di rischiare la vita per liberare sia lei sia sua sorella dal controllo oppressivo dell'organizzazione.
Durante quel periodo conosce anche Shuichi Akai, presentatole col nome di Dai Moroboshi e col nome in codice di Rye, con cui andrà in cerca di una possibile fuga dagli uomini in nero.
Conan la incontra nei file da 4 a 7 del volume 2. Nell'anime, da questi capitoli è stato tratto l'episodio 13 (14 secondo la numerazione italiana), con il finale modificato rispetto al manga e non essenziale ai fini della trama principale, con una Masami Hirota che non rivela una seconda identità: per poter andare avanti con la trama è stato ripreso il finale nell'episodio 128 (135 secondo la numerazione italiana), dopo che un'altra Masami Hirota è stata introdotta in un caso diverso. Inizialmente, si reca da Kogoro, presentandosi appunto come Masami Hirota e chiedendo di cercare suo padre, ma l'uomo ricercato era in realtà solo il suo complice in un furto di cento milioni di yen. Si reca poi da Gin, convinta di aver portato a termine il lavoro richiesto dall'organizzazione in cambio della libertà per lei e la sorella, ma lui la uccide, affermando che non può darle la sorella perché troppo intelligente e utile per l'organizzazione. Mentre sta per morire, la giovane informa Conan dell'esistenza dell'organizzazione. Nell'anime, invece, il furto dell'episodio 13 non è commissionato da Gin e Vodka, mentre nell'episodio 128 Masami Hirota è un'impiegata di banca colpevole di un furto di cento milioni di yen sul luogo di lavoro, e Conan intuisce che qualcuno la vuole uccidere. In questo modo, Conan si precipita a casa sua per ammonirla, ma viene tramortito da un preciso colpo datogli da lei con il taglio della mano sulla nuca. Akemi si recherà poi in un capannone, luogo prestabilito per l'incontro con gli uomini dell'organizzazione dopo il furto da loro commissionato, e lì avverrà la sua esecuzione per mano di Gin. Arrivato lì anche Conan, gli racconta dell'esistenza dell'organizzazione, prima di morire tra le sue braccia. Inoltre, quando gli chiede chi è, Conan le rivela la sua vera identità.
Nel caso della prima comparsa di Ai, quest'ultima svela a Conan il suo passato: inizialmente chiama la sorella solo Akemi Miyano, nome che il lettore poteva riconoscere perché pronunciato da Gin prima di ucciderla, ma che Conan non aveva sentito. Viene menzionato anche il professore universitario con cui Akemi aveva viaggiato, di nome Masami Hirota, ma Conan non ricorda questo nome. Deve essere Ai a rivelare a Conan di essere la sorella della Masami Hirota che lui aveva a suo tempo tentato di salvare dall'organizzazione, la quale aveva scelto come falso nome quello del suo professore. Nel ricordarlo, Ai si lascia andare a un pianto di disperazione e accusa Conan di non essere intervenuto prontamente. Akemi viene poi menzionata nel caso in cui Agasa porta Conan e Ai a casa di un amico di Atsushi Miyano: con l'ausilio di Conan, vengono rinvenute venti audiocassette con altrettanti messaggi lasciati da Elena Miyano alla figlia Shiho, che lei avrebbe dovuto sentire uno per volta, uno ogni anno. Akemi in persona nascose queste cassette in un gabinetto della casa del padre, ora abitata dall'amico d'infanzia di lui, Sohei Dejima, affermando di voler tornare una settimana dopo con la sorella, ma non tornò più.
Nel volume 58 si scopre che, durante il periodo da infiltrato nell'organizzazione, era la fidanzata di Shuichi Akai, che tramite lei era riuscito a conoscere gli altri membri e infiltrarsi. Quando le rivelò di far parte dell'FBI, lei sapeva già tutto, ma non lo lasciò perché si era realmente innamorata. Tuttavia, per un errore dell'agente Andre Camel, vengono scoperti, circostanza determinante ai fini della sua uccisione: per liberarsi di chi aveva permesso che un agente dell'FBI si infiltrasse, l'organizzazione le affidò l'incarico del furto di cento milioni di yen promettendo in cambio di far uscire lei e la sorella dall'organizzazione, con lo scopo in realtà di ucciderla con la scusa del suo fallimento, ma fu uccisa nonostante il furto fosse riuscito, perché Shiho era troppo utile per essere lasciata libera. Dopo che aveva perso i contatti con Akai perché era stato scoperto, il giorno prima di tentare il furto, gli mandò un messaggio sul cellulare, composto di una parte in cui gli chiedeva di fidanzarsi se fosse riuscita a lasciare l'organizzazione e di un post scriptum che non viene rivelato al lettore.
È più tardi rivelato che lei e Shuichi Akai sono a loro insaputa parenti, essendo le loro madri sorelle.

### Tequila
Doppiato in giapponese da Kōsei Hirota, e in italiano da Mario Zucca.
Tequila (テキーラ?, Tekīra) è una recluta esperta di software che lavora per Gin. Compare solo nei file da 4 a 6 del volume 12 (episodio 54 dell'anime, 56 secondo la numerazione italiana).
Un gigante alto più di due metri, dalla corporatura enorme e con grandi baffi, parla il dialetto del Kansai. Essendo di grandi dimensioni, solitamente intimidisce la gente che aiuta con le transazioni. Al fatale incontro con Conan, urta il bambino e la sua prossima vittima, facendoli cadere a terra, non chiedendo nemmeno scusa e continuando per la sua strada. Inoltre, quando finge di lasciar cadere una moneta da 10 yen sotto la sua scarpa, cercando di attaccare un trasmettitore sulla suola, Conan viene colpito duramente in faccia con un calcio per avergli dato fastidio, quindi ha una personalità impaziente e non teme di colpire i bambini. Nonostante siano entrambi subordinati di Gin, al contrario di Vodka non fa uso di titoli onorifici per fare riferimento a un superiore, dando l'impressione che abbiano lo stesso rango.
Gin lo incarica di concludere un affare con Hideaki Nakajima, il principale sviluppatore di videogiochi della società Mantendo, che sta avendo problemi con i creditori: scambiare una grande quantità di denaro in cambio di una lista dei migliori programmatori del mondo sottratta al direttore Ishikawa. Tuttavia, una volta avvenuto lo scambio, viene ucciso per sbaglio nel bagno del Baker Hotel in seguito all'esplosione della valigetta: infatti Hironobu Takeshita, un suo collega di lavoro, voleva uccidere Hideaki per vendicare il suicidio della sua fidanzata. Come conseguenza del suo assassinio, Gin e Vodka fanno esplodere il bar chiamato "Cocktail", al piano superiore del Daikoku Building, dove Hideaki aveva sempre incontrato Tequila, distruggendo completamente qualsiasi prova al suo interno.
Viene menzionato anche nel file 5 del volume 37 (episodio 307 dell'anime, 332 secondo la numerazione italiana), in merito a una commissione che aveva affidato al famoso ingegnere informatico Suguru Itakura per conto dell'organizzazione due anni prima: un programma per computer, di cui non si sa ancora nulla, anche se Itakura stesso scrive nel suo diario elettronico che lo aveva abbandonato perché era in gioco il destino dell'umanità.

### Pisco
Doppiato in giapponese da Yasuo Muramatsu, e in italiano da Alberto Olivero (ep. 191, 1ª voce), Mario Zucca (ep. 191, 2ª voce), Riccardo Peroni (ep. 192).
Pisco (ピスコ?, Pisuko), il cui vero nome è Kenzo Masuyama (枡山 憲三?, Masuyama Kenzō) (71 anni), è un membro molto ricco che finanzia le operazioni dell'organizzazione. Sottoposto fedele al boss, agisce sotto l'identità di un grande dell'economia, essendo amministratore delegato di un'industria automobilistica di Tokyo. Compare solo nei file da 8 a 11 del volume 24 (episodi 176-178 dell'anime, 190-192 secondo la numerazione italiana).
Come Gin, Vermouth e Rum, Pisco è un membro esecutivo di alto rango. Malgrado tutto, a Gin non piace questo suo senior e lo guarda verso il basso. Anche a Vermouth non piace e lo guarda verso il basso, nonostante abbia collaborato con lui. È anche un po' distratto, dal momento che non assicura che non sia stata scattata una sua foto mentre commette l'omicidio, ed esprime anche un interesse alla polizia sentendo parlare di un informatore che li ha avvertiti, nonostante avrebbe dovuto considerare che la polizia non dovrebbe dare dettagli al riguardo, se avevano ulteriori informazioni.
Viene incaricato dal boss di uccidere il politico Shigehiko Nomiguchi, prima che venga arrestato dalla polizia per corruzione, facendolo apparire come un incidente sparando a un lampadario al buio e schiacciandolo. Allo stesso tempo, Gin gli affida il compito di catturare Sherry e consegnargliela. Quando ha portato a termine gli incarichi assegnatigli, e nonostante l'aiuto di Vermouth, viene fermato da Conan, che svela i retroscena dell'assassinio e salva Ai. Delegato dal boss in persona, Gin lo uccide con un colpo di pistola in piena fronte per la colpa di essersi fatto fotografare da un giornalista mentre impugnava la pistola per uccidere il politico, e la sua casa viene poi distrutta da un incendio.
Era stato un conoscente dei genitori di Sherry in passato, e gli avevano parlato molto delle loro ricerche sperimentali sull'APTX. Conobbe Sherry quando era molto giovane, troppo giovane per ricordare com'era lui. Conosce quindi gli effetti collaterali della droga, e per questo riconosce Sherry in forma di bambina. Solo da questo si scopre che aveva avuto come effetto il rimpicciolimento e non l'uccisione già quando vi lavoravano sopra i coniugi Miyano. È il primo membro a scoprire la verità dietro la sparizione di Sherry, riuscendo a rapirla e a nasconderla. Vede Sherry rimpicciolirsi sotto i suoi occhi, dopo essere per un breve tempo tornata adulta, ma non fa in tempo a dirlo agli altri membri, venendo ucciso prima da Gin.
Nel tredicesimo film, viene rilevato che era il mentore di Irish, il quale lo considerava e rispettava come un padre. Per il ruolo avuto nella sua morte, questi cerca di vendicarsi di Gin, ma fallisce miseramente.

### Atsushi Miyano
Doppiato in giapponese da Yūichi Nakamura.
Atsushi Miyano (宮野 厚司?, Miyano Atsushi) è il defunto padre di Akemi e Shiho, e il marito di Elena Miyano. Venendo inizialmente mostrato di spalle solo nell'anime, il suo vero aspetto appare nel file 8 del volume 95, episodio 953 dell'anime. Il nome deriva da Atsushi Aono, un animatore. Appare sulla copertina del volume 96.
Anche lui scienziato biochimico, ha lavorato assieme alla moglie sull'APTX4869, secondo Pisco e Vermouth. Pare che morì carbonizzato insieme alla moglie in un incendio scoppiato nell'istituto di ricerca che gestivano poco dopo la nascita di Shiho: secondo quanto detto dall'organizzazione ad Akemi, si trattò di un incidente sul lavoro, durante un esperimento. Trent'anni prima si trasferì dalla casa di suo padre per andare in un grande centro di ricerca per le sue ricerche: aveva trovato qualcuno per sponsorizzare la sua teoria, e Conan e Ai pensano che sia proprio l'organizzazione. Fu in questo periodo che si sposò con Elena. Vent'anni prima, quando Akemi aveva 4-5 anni, visitò insieme alla moglie la casa di suo padre, allora occupata da Sohei Dejima, suo amico d'infanzia e compagno di giochi. Disse di avere qualcosa di importante da discutere con il suo amico, che non era in casa. Bourbon dice di averlo incontrato un po' di tempo prima della sua morte. In un flashback di Amuro, si vede che prima di unirsi all'Organizzazione, aveva una clinica personale con sua moglie; gli fu data una proposta di lavoro dal Gruppo Karasuma, e sebbene restio inizialmente ad accettare a causa delle brutte voci che circolavano sull'ombrosa azienda, accettò dopo che Elena gli disse che era incinta della loro seconda figlia.
Essendo considerato uno "scienziato pazzo", era impopolare nella comunità scientifica, tanto da essere sbattuto fuori dal mondo accademico. Agasa è un suo lontano conoscente e lo incontrò insieme alla moglie in occasione di conferenze. Fece i complimenti ad Agasa sulle sue invenzioni, e questi lo ricorda come una persona molto amichevole e gentile, e non pensa che fosse un tipo sospetto.

### Elena Miyano
Doppiata in giapponese da Hiroko Suzuki (ep. 341-771), Megumi Hayashibara (ep. 953+, Zero's Tea Time), e in italiano da Lorella De Luca (Detective Conan), Gea Riva (Zero's Tea Time).
Elena Miyano (宮野エレーナ?, Miyano Erēna) è la defunta madre di Akemi e Shiho. Di lei si sa veramente molto poco. Era di nazionalità inglese e, secondo Agasa, pare che conobbe il marito mentre studiava in Giappone. All'interno dell'organizzazione era soprannominata "Hell Angel" (lett. "Angelo infernale"), che Ai traduce "l'angelo caduto negli inferi". Sia secondo Agasa che secondo le voci che girano nell'organizzazione, aveva un carattere silenzioso, introverso ed enigmatico.
Secondo Ai pare che morì carbonizzata insieme al marito in un incendio scoppiato nell'istituto di ricerca che gestivano; secondo quanto detto dall'organizzazione ad Akemi, si trattò di un incidente sul lavoro, durante un esperimento. Prima di morire ha lasciato alla piccola Shiho venti audiocassette con altrettanti messaggi, che la figlia avrebbe dovuto sentire uno per volta, uno ogni anno. Akemi nascose queste cassette nel bagno della casa del padre, ora abitata dall'amico d'infanzia di lui, Sohei Dejima, affermando di voler tornare una settimana dopo con la sorella, ma non tornò più. Ai li ritrova grazie a Conan e, arrivata al diciottesimo messaggio, sente una parte che non viene rivelata né agli altri personaggi né al lettore/spettatore. Il contenuto di tali audiocassette verrà rivelato molto più avanti nella trama, più precisamente nel caso di "Mystery Train": Elena confessa alla figlia di star lavorando a un farmaco terrificante, che i suoi colleghi di laboratorio definiscono "la droga dei sogni", il cui nome è "Silver Bullet", ma che lei e il marito saranno costretti ad abbandonare le loro figlie per completarlo. In passato aveva stretto amicizia con il giovane Rei Furuya (Tooru Amuro/Bourbon), curando le sue ferite quando si batteva e identificandosi con lui in quanto entrambi mezzi giapponesi.
Nell'anime era mostrata sempre con lunghi capelli castani e degli occhiali che le coprivano gli occhi, ma a partire dall'episodio 953 i suoi capelli sono di colore biondo platino e gli occhi verdi, dandole una stretta somiglianza con Mary Sera. È più tardi confermata essere sua sorella minore.

### Calvados
Calvados (カルバドス?, Karubadosu) è uno dei tanti abili cecchini assunti, come Chianti e Korn, e lavora per Vermouth. Viene nominato per la prima volta da Vermouth, che gli parla al telefono, nel file 1 del volume 42 (episodio 341 dell'anime, 366 secondo la numerazione italiana), poi compare nei file 9-10 del volume 42 (episodio speciale 345 dell'anime, 374-375 secondo la numerazione italiana) e sullo sfondo nel file 1 del volume 49 (episodio speciale 425 dell'anime, 460 secondo la numerazione italiana). La sua arma preferita è un fucile da caccia.
Giunta in aeroporto, Vermouth gli ordina al cellulare di sparare a una certa persona una volta che saranno al suo cospetto. In seguito, Vermouth gli fa sorvegliare un molo per aiutarla a uccidere Jodie. Dopo aver messo fuori combattimento Jodie sparandole allo stomaco, cerca di uccidere Ai, avendo oltretutto sentito Vermouth chiamarla "Sherry", ma Ran interviene per proteggerla. Nonostante Vermouth gli ordini di smettere, spara ripetutamente a Ran mancandola e si ferma quando Vermouth spara un proiettile di avvertimento nella sua direzione. Dopo che Akai gli rompe entrambe le gambe e prende il fucile, il fucile da caccia e tre pistole, si suicida con un colpo di pistola alla tempia pur di non essere fatto prigioniero dall'FBI per un interrogatorio. A causa di ciò, Chianti e Korn nutrono un grande odio per Vermouth, al punto da volerla morta. Chianti confida a Korn che l'avrebbe già ammazzata se non fosse la preferita del boss, quindi teme sfidare la sua collera. Dalle parole di Korn si scopre che, essendone infatuato, Vermouth aveva usato Calvados a proprio vantaggio. Akai dice a Vermouth che Calvados, distillato di mela, è un compagno perfetto per la "mela marcia", il nome che le è stato dato.
Nel manga il suo volto non viene mai mostrato, comparendo sempre con l'ombra nera usata di solito per gli assassini ancora avvolti nel mistero. Tuttavia, nel file 1 del volume 49 Korn ricorda il suo aspetto, anche se con gli occhi coperti dalla visiera del cappello. Nel corrispondente episodio speciale 425 dell'anime (460 secondo la numerazione italiana), il suo volto si vede del tutto e porta occhiali da sole, creazione pertanto esclusiva degli autori dell'anime e non di Aoyama.

### Rikumichi Kusuda
Doppiato in giapponese da Mitsuo Iwata, e in italiano da Matteo Zanotti.
Rikumichi Kusuda (楠田 陸道?, Kusuda Rikumichi) è una spia esperta e scrive al capo direttamente. Compare per la prima volta nel file 1 del volume 58, anche se era già comparso in una foto nel file 10 del volume 57; nell'anime entrambe le comparse sono negli episodi 496-497 (543 secondo la numerazione italiana). Estremamente leale all'organizzazione, viene incaricato dal capo di scovare l'ospedale dove è tenuta sotto sorveglianza Kir ancora in coma. Finge di essere un paziente con una distorsione alla colonna vertebrale per muoversi nell'ospedale centrale di Haido senza destare sospetti, ma viene scoperto da Conan e Akai grazie alle informazioni di Eisuke Hondo, che ha detto a Ran di aver sentito la melodia prodotta dal numero del capo mentre digitava sul cellulare. Quella notte, cercando di fotografare di nascosto l'elenco dei pazienti alla sala infermieri, viene messo alle strette da Jodie e dai suoi colleghi. Malgrado tutto, rimane calmo ed equilibrato, avendo anche capito la trappola nella fase iniziale. Li minaccia con un esplosivo C4 falso che tiene nascosto sotto il collare e si allontana con la sua Nissan. Conan ha però messo fuori uso il suo cellulare immergendolo nell'acqua e non è in grado di avvertire il suo capo. Dopo aver riconosciuto Akai che lo sta inseguendo, si suicida con un colpo di pistola alla tempia pur di non venire catturato da lui. In seguito, seguendo il piano elaborato da Conan, Akai utilizza il suo cadavere per simulare la sua finta morte per mano di Kir e finisce quindi carbonizzato dall'esplosione nella sua Chevrolet.

## Ex-membri sotto copertura

### Rye
Rye (ライ?, Rai, pronunciato erroneamente "Rie" nella versione italiana dell'anime) (32 anni) è in realtà Shuichi Akai (赤井 秀一?, Akai Shūichi), un agente speciale dell'FBI ed ex infiltrato nell'organizzazione sotto il falso nome di Dai Moroboshi (諸星 大?, Moroboshi Dai). Conosce molto bene Gin, al quale si riferisce con "vecchio nemico". Per entrare nell'organizzazione, si avvicinò ad Akemi Miyano, al punto da diventarne ufficialmente il fidanzato fino alla morte della giovane.

### Ethan Hondo
Doppiato in giapponese da Rikiya Koyama, e in italiano da Paolo Sesana.
Ethan Hondo (イーサン・本堂?, Īsan Hondō) era un agente della CIA infiltrato nell'organizzazione, nonché il defunto padre di Hidemi ed Eisuke Hondo. Si suicidò con un colpo di pistola quattro anni prima, per evitare che la figlia venisse scoperta da Gin e Vodka.

### Scotch
Doppiato in giapponese da Hikaru Midorikawa e in italiano da ? (Zero's Tea Time).
Scotch (スコッチ?, Sukocchi) era un agente di polizia segreta dell'ufficio di pubblica sicurezza della prefettura di Tokyo (il PSB, acronimo di Public Security Bureau), infiltrato nell'organizzazione. Aoyama aveva specificato che non si trattava di Wataru Date. Appare sulla copertina del volume 89.
Era molto vicino al collega Rei Furuya. Teneva un fucile camuffato in una custodia da basso elettrico. Quattro anni prima, Masumi Sera lo vide insieme al fratello maggiore sul marciapiede di una stazione. Mentre Akai andò a comprarle un biglietto per tornare a casa, Scotch le spiegò come eseguire una scala musicale con il basso. Dopo una decina di minuti, prima del ritorno di Akai, arrivò Amuro con un cappello calcato in testa.
Sul tetto di un edificio, convinto di essere stato scoperto da uno dell'organizzazione, rubò la pistola di Akai per suicidarsi e distruggere il cellulare nella tasca sul petto, che conteneva dati relativi alla famiglia e ai colleghi. Rye lo fermò e gli rivelò la sua vera identità d'infiltrato dell'FBI, che come lui cercava di sconfiggere l'organizzazione. Per Akai sarebbe stato facilissimo farlo scappare e Scotch accettò, ma in quel momento sentirono qualcuno che saliva di corsa le scale esterne. Pensando che fosse uno dell'organizzazione e non Zero, al quale disse addio con la voce interiore, si sparò in pieno petto mentre Akai era distratto. Poi Akai prese il cellulare rotto prima dell'arrivo di Amuro, facendo credere di aver ucciso un traditore dell'organizzazione, anche se non aveva potuto scoprire la vera identità di una spia della pubblica sicurezza giapponese. Credendo che lo abbia costretto a suicidarsi, Amuro serba un profondo rancore verso Akai, al quale ha promesso che l'avrebbe ucciso.
È più tardi rivelato che il suo vero nome era Hiromitsu Morofushi (諸伏 景光?, Morofushi Hiromitsu) ed era il fratello minore di sei anni dell'ispettore Taka'aki Morofushi. Frequentava inoltre l'accademia di polizia con Amuro, Wataru Date, Kenji Hagiwara e Jinpei Matsuda, e i cinque erano buoni amici.

## Personaggi al di fuori della storia canonica

### Yoshiaki Hara
Doppiato in giapponese da Kōichi Hashimoto, e in italiano da Stefano Albertini.
Yoshiaki Hara (原 佳明?, Hara Yoshiaki) (32 anni) è il principale programmatore informatico di videogiochi al comando della TOKIWA Executive, sulle torri gemelle di Nishitama, reclutato dall'organizzazione per le sue notevoli doti da hacker nel quinto film. Ha inventato molti videogiochi per la Tokiwa Zaibatsu, ma la sua migliore invenzione è una macchina che fotografa le persone dieci anni dopo. Quando pirata i loro computer principali copiando i dati, Gin lo uccide in casa sua con un colpo di pistola in pieno petto.

### Irish
Doppiato in giapponese da Yūji Mikimoto, e in italiano da Sergio Romanò.
Irish (アイリッシュ?, Airisshu) è un NOC ("Non-Official Cover", nella versione italiana ASC, "Agente Sotto Copertura") nel tredicesimo film. Viene incaricato di travestirsi da Matsumoto per recuperare la memory card con la loro completa lista di NOC che un serial killer, senza saperlo, ha portato via al collega Masaaki Okakura dopo averlo ucciso prima di loro. Scoperta la vera identità di Conan, cerca di rapirlo per portarlo al capo come prova vivente del fallimento di Gin e disfarsi di quest'ultimo, che ha ucciso Pisco, il suo mentore che considerava e rispettava come un padre. Poiché la sua copertura è saltata, viene ucciso da Chianti con due colpi di fucile per ordine di Gin. Quando Conan prova a salvarlo e portarlo al sicuro per farsi rivelare in seguito il nome del capo e dove si nasconde, comprendendo perché Vermouth aveva deciso di fidarsi di lui, cambia idea e muore facendogli da scudo con il suo corpo. Le sue ultime parole prima di morire suggeriscono che alla fine ha ottenuto la fiducia in Conan, che ora ha un altro motivo per combattere l'organizzazione.

### Masaaki Okakura
Masaaki Okakura (岡倉 政明?, Okakura Masaaki) (32 anni) è un NOC travestito da segretario parlamentare, e solo dal rapporto di polizia si evince che era suo l'accessorio rubato da cui poi Irish estrae la memory card nel tredicesimo film. Vive a Tokorozawa e, siccome porta una memory card con la loro completa lista di NOC infiltrati in varie organizzazioni come un'assicurazione secondo Vermouth, l'organizzazione pianifica di liberarsi presto di lui, ma viene ucciso prima con una pugnalata dal serial killer Kazuki Honjo per vendicare la sorella minore, sacrificatasi per salvarlo da un incendio in un albergo a Kyoto la sera di Tanabata due anni prima. Senza saperlo, il colpevole ha rubato la memory card, nascosta in una piccola borsa amuleto (お守り袋?, omamori bukuro, erroneamente letto da Sato "braccialetto" nel doppiaggio italiano).

### Curaçao
Doppiata in giapponese da Yūki Amami.
Curaçao (キュラソー?, Kyurasō) è un agente nel ventesimo film, famosa nell'organizzazione come la specialista in informazioni segrete e il braccio destro di Rum. In passato, quando era molto più giovane, Vermouth voleva ucciderla perché il suo cervello speciale aveva registrato troppe informazioni sull'organizzazione, ma Rum la graziò e divenne la sua aiutante. Ha un'eterocromia oculare. Fa amicizia coi Detective Boys, che la aiutano a recuperare la memoria, e decide quindi di abbandonare l'organizzazione. Lascia andare Ai, dopo aver scoperto la sua vera identità, e copre Conan per il suo coinvolgimento. Gin decide di ucciderla per il suo tradimento, ma riesce a sfuggire. Aiuta Conan a fermare la ruota panoramica che Gin ha fatto crollare, ma muore schiacciata nella gru mobile.

### Stout
Doppiato in giapponese da Michael Reese.
Stout (スタウト?, Sutauto) è un NOC inglese della MI6 infiltratosi nel ventesimo film. Korn si fidava di lui e lo uccide a Londra con un colpo di fucile alla tempia su un autobus per le visite turistiche.

### Aquavit
Doppiato in giapponese da Kurt Common.
Aquavit (アクアビット?, Akuabitto) è un NOC canadese della CSIS infiltratosi nel ventesimo film. Chianti lo uccide a Toronto con un colpo di fucile in pieno petto, mentre conduce un tour sul tetto della CN Tower.

### Riesling
Doppiata in giapponese da Yōko Soumi.
Riesling (リースリング?, Rīsuringu), il cui vero nome è Leona Buchholz (レオナ・ブッフホルツ?, Reona Buffuhorutsu), è una NOC tedesca della BND infiltratasi nel ventesimo film. Braccata da Gin e Vodka a Berlino, cerca invano di scappare nel fiume Sprea, ma il primo la uccide con un colpo di pistola in piena testa.

### Arrack
Arrack (アラック?, Arakku), il cui vero nome è Amileen (アミリーン?, Amirīn), è un crudele assassino africano ingaggiato dall'organizzazione nei file 9-10 del volume 26 di Detective Conan Special Cases. È un cantante molto popolare e lavora per Yakub, ambizioso zio paterno della principessa Latoona, corrotto dall'organizzazione. Cerca di uccidere la principessa su un dirigibile, ma Conan sventa il piano e lo incastra con la voce di Kogoro. Prende in ostaggio Ai e cerca di far esplodere il dirigibile, ma Conan lo addormenta con un ago soporifero e viene arrestato. Avendo fallito la missione, prima di venire ucciso dall'organizzazione, sceglie di suicidarsi con un veleno in un dente falso.

### Generic
Generic (ジュネリック?, Jenerikku) (17 anni) è un sostituto-scienziato specializzato nello studio di droghe nei file 11-12 del volume 26 di Detective Conan Special Cases. Gli viene ordinato di creare una droga in grado di manipolare la mente delle persone, ma segue l'esempio di Sherry e scappa dall'organizzazione. Prende anche lui il farmaco e si trasforma in Honda (本田?), un bambino di sette anni. Rintracciata Sherry, che ha sempre considerato una sorella maggiore, la rapisce e vuole cancellarle la memoria per vivere la sua nuova infanzia insieme. Ma Conan interviene e, per mano di Genta, perde i ricordi a causa della sua stessa droga, così ora può vivere la sua nuova vita come il defunto figlio di una coppia vittima che aveva alterato i ricordi, e si trasferisce altrove.

### Kurohige
Kurohige (黒髭? lett. "Barba nera") è un crudele scienziato specializzato nello studio di virus nei file 9-10 del volume 35 di Detective Conan Special Cases. Ha un nome in codice, ma tutti lo chiamano con questo soprannome per la barba nera. I dirigenti finanziano il suo lavoro di creare un virus mortale per ricattare i governi mondiali, e Gin lo minaccia di morte per i continui fallimenti. Dopo che Conan ed Ai hanno rovinato il suo piano a bordo del transatlantico, piuttosto che farsi uccidere dall'organizzazione, si suicida gettandosi in mare.

### Kate Lauren
Doppiata in giapponese da Ryōka Yuzuki.
Kate Lauren (ケイト=ローレン?, Keito=Rōren) (30 anni) è una straniera ingaggiata come assassina nel videogioco Meitantei Conan - San-nin no meisuiri, segretaria di Eric Gamelan, ministro del commercio della fittizia Repubblica di Cecilia. Fallito di uccidere il suo capo, viene uccisa da Gin o da Vodka.

### Antonio Gomez
Antonio Gomez (アントニオ・ゴメス?, Antonio Gomesu) è un anziano membro assunto come storico nel file 2 del volume 3 de I misteri della storia giapponese, una serie di libri educativi per le elementari basata su Detective Conan riguardante la storia del Giappone, parte della Serie di manga educativi Shogakukan. Esperto di storia, deve utilizzare la documentazione su Oda Nobunaga per eseguire alcune operazioni nell'organizzazione. Quando Conan lo coglie sul fatto, cerca di fuggire ma viene steso dal ragazzino.

### Due uomini
Due uomini (2人組の男?, 2-Ningumi no otoko) sono una coppia di cacciatori di reliquie sacre assunti dall'organizzazione in I misteri del patrimonio mondiale. In Svizzera, puntano alla prestigiosa famiglia degli Asburgo. Quando ottengono la lancia di Longino, cercano di uccidere il clan degli Asburgo, ma perdono contro Kogoro e falliscono. Successivamente, vengono portati in prigione e presto uccisi dall'organizzazione.

### Uomo in abbigliamento nero
Uomo in abbigliamento nero (黒服の男性?, Kurofuku no dansei) è un assassino che lavora per Gin nel secondo film live action, tratto dal quarto romanzo scritto da Aoyama e dagli assistenti. Gin lo incarica di trovare Sherry e ucciderla, ma fallisce a causa di Ran e viene quindi ucciso dal superiore con un colpo di pistola in pieno petto.

### Uomo nel bar
Doppiato in giapponese da Kunihiko Yasui e in italiano da Federico Zanandrea.
Uomo nel bar (バーの男?, Bā no otoko) è un infiltrato nel sesto special. Incontra Vodka in un bar e, in cambio di una bustarella, gli consegna negativi e fotografie del contrabbando d'armi di un'azienda. Ma Gin ha scoperto che è una spia e viene ucciso in macchina da una bomba innescata dalla marcia.

## Struttura gerarchica e divisioni
La struttura gerarchica e l'organizzazione interna dell'organizzazione nera non sono rese chiare nel manga e nell'anime, ma nella guida Conan Drill, pubblicata da Shogakukan nel 2003, viene spiegato come l'organizzazione sia costituita di diverse "divisioni" e abbia una gerarchia indipendente da esse.
A capo dell'organizzazione vi è il boss, Renya Karasuma, e sotto di lui il suo vice, Rum. Da questi due, che sono i vertici, dipende la sezione Ruolo di supervisione generale (全体監視役?, Zentai kanshi-yaku), che ha un ruolo manageriale e di coordinamento delle varie divisioni. Di essa fanno parte Gin e Vodka, ma il secondo di fatto non ha grande autorità sui membri delle altre divisioni e funge solo da Segretario del ruolo di supervisione generale (全体監視役秘書係?, Zentai kanshi-yaku hisho-kakari). Nel Libro dei personaggi pubblicato nello Weekly Shōnen Sunday del file 500 (file 10 del volume 48) e in fondo al volume 49, si afferma che Vodka "si occupa delle indagini per la messa in atto delle operazioni".
Sempre secondo il Conan Drill, gli altri membri dell'organizzazione si dividono in Unità di attività interna (内部活動部隊?, Naibu katsudō butai) e Unità di attività esterna (外部活動部隊?, Gaibu katsudō butai). I membri della prima si concentrano su ricerca e sviluppo all'interno dell'organizzazione, quelli della seconda si occupano principalmente di persone al di fuori dell'organizzazione.
I membri dell'Unità di attività interna apparsi finora sono dediti allo sviluppo di sostanze chimiche: Sherry, Atsushi Miyano, Elena Miyano, Generic e Kurohige. I membri dell'Unità di attività esterna si dividono nelle sezioni:
- Sviluppo di software: Tequila e Yoshiaki Hara
- Ricognizione: Vermouth, Bourbon, Rikumichi Kusuda, Irish, Masaaki Okakura e Curaçao
- Raccolta fondi: Pisco
- Operazioni, sezione a sua volta divisa in:
  - Assassinio: Chianti, Korn, Kiichiro Numabuchi, Calvados, Arrack e Kate Lauren
  - Furto: Akemi Miyano

È invece sconosciuta la divisione di cui fanno parte questi membri: Kir, Rye, Ethan Hondo, Scotch, Antonio Gomez, Stout, Aquavit e Riesling.
Sulla gerarchia ci sono invece informazioni contrastanti: nel Conan Drill e nel già citato Libro dei personaggi, si parla di una vera e propria struttura con gradi, mentre nella guida pubblicata nello Weekly Shōnen Sunday del file 865 (file 4 del volume 82) e in fondo al volume 83, Aoyama afferma che tutti i membri dotati di nome in codice dovrebbero avere lo stesso grado, quindi Chianti e Korn dovrebbero essere pari a Gin, ma quando hanno formato la squadra per una missione Gin è emerso come membro più simile a un leader. Gin è definito "uno dei capi della banda" da James Black. Nel Libro dei personaggi Gin è definito "uno dei capi sottoposti dell'organizzazione" e un "sottoposto" del boss, stesso rango di Pisco, e Vodka un "sottoposto" di Gin. Nella guida allegata al file 865 Gin è definito "il leader più crudele e spietato della squadra esecutiva dell'organizzazione degli uomini in nero", quindi occupa una posizione da dirigente all'interno dell'organizzazione, inferiore solo al boss e a Rum. Vermouth è comunque la preferita del capo, e secondo il Libro dei personaggi è "sotto la sua protezione", quindi superiore rispetto a Vodka. Curaçao è il braccio destro di Rum, ma solo un agente senza alcuna autorità sugli altri membri. Secondo il Conan Drill, Tequila è subordinato a Gin, ma il primo vede il secondo come se fosse dello stesso grado, in quanto lo chiama senza onorifici, mentre Vodka ha approssimativamente lo stesso grado di Tequila. I membri senza nome in codice apparsi finora sono tutti di poca importanza nell'organizzazione. Secondo James Black, Shuichi Akai "si è distinto gradualmente arrivando a ricevere il nome in codice di Rye".